# Billet de 2 bolivars vénézuéliens
Le billet de 2 bolivars vénézuéliens (2 Bs.F.) est le billet ayant la plus petite des valeurs en circulation au Venezuela après les billets de 100, 50, 20, 10 et 5 bolivars,. Il est émis pour la première fois en 1989. La dernière version mesure 156 sur 69 millimètres, comme tous les billets en circulation depuis 2008, et est de couleur bleue. Le recto comporte un portrait du héros de la Guerre d'indépendance du Venezuela Francisco de Miranda (1750-1816) à partir d'une copie faite par Charles Ventrillon-Horber basé sur un original de Georges Rouget sur une carte du Venezuela avec un voilier tandis que le verso comporte de gauche à droite les armoiries du pays, un spécimen de l'espèce de Dauphin rose de l'Amazone (Inia geoffrensis), sur fond présentant les Médanos de Coro et la zone comportant le filigrane.